# شافة (العدين)

تعديل مصدري - تعديل

شافة محلة تابعة لقرية الشريج، التابعة لعزلة بني زهير بمديرية العدين إحدى مديريات محافظة إب في الجمهورية اليمنية.، بلغ تعداد سكانها 147 حسب تعداد اليمن لعام 2004.